# Лавандова кімната
Лавандова кімната (нім. Das lavendelzimmer) — роман німецької письменниці Ніни Джордж, відомий також за назвою «Маленька паризька книгарня» та виданий у 2013 році. Роман миттєво отримав статус бестселера і був перекладений на декілька десятків мов. «Лавандова кімната» належить до того виду художньої літератури, що одразу привертає увагу всіх книжковий фанатів, адже через головного героя авторка радить безліч цікавих книг та авторів.
Ніна Джордж  написала напів-автобіографічний роман "Das Lavendelzimmer" після смерті свого батька, і говорить у ньому про бібліотерапію, страху смерті, і як цей страх стримує нас, не даючи прожити життя на повну силу. Вона пише про процес оплакування померлих і подорожі на річковому човні від Парижу на південь Провансу.

## Сюжет
Жан Егаре - власник пришвартованого біля набережної Сени плавучого книжкового магазину з назвою «Літературна аптека». Чоловік переконаний: тільки правильно підібрана книга здатна вилікувати безліч «маленьких», але хворобливих емоцій і відчуттів, які не мають описів в медичному довіднику, але завдають цілком реальних страждань. Здається, єдина людина, для якої виявилася безсилою його теорія, - це сам Жан: не маючи сил змиритися з пережитою втратою, двадцять один рік життя він провів в безуспішних спробах втекти від болісних спогадів. Глибока скорбота за втраченим коханням досі переслідує його. Улюблена пішла від нього, залишивши лише один лист, який він так і не відкрив. Та все  зміниться цього літа, коли Егаре все-таки прочитає лист. Він підніме якір  і відправиться у подорож до самого серця Провансу - назустріч спогадами і надії на новий початок.

## Цитати
"Ніколи не слухай, що тобі каже твій страх! Страх робить нас дурнями"
"... почуття, народжене відрадним усвідомленням того, що в кухні на плиті тихо бурчить щось чудове, і вікна запітніли від тепла, і через кілька хвилин улюблена жінка буде сидіти з тобою за столом і, віддаючи належне твоїм кулінарним зусиллям, дивитиметься на тебе з теплою посмішкою. (Друге позначення: "життя".) "
"... щоб зрозуміти країну, щоб відчути людей цієї країни, треба спробувати на смак її душу. Я в це твердо вірю. А душа - це те, що там росте. Те, що люди постійно бачать, нюхають, чіпають"
"- А якщо від неї потім будуть бігати всі мужики, тому що вона занадто розумна? - Дурні точно будуть бігати, мадам. Але навіщо вони їй? Дурний чоловік - це катастрофа для жінки. "
"« Стійкість до погоди, - сказала б про Люка Лірабель. - Ти ставав іншою людиною, коли в дитинстві сидів біля багаття, а не біля печі, лазив по деревах, а не катався по тротуарах на велосипеді в захисному шоломі і більше проводив часу на вулиці, ніж перед телевізором ".

## Літературна аптека Жана Егаре від Адамса до Форстера
Швидкодіючі ліки для душі і серця при легких і середніх емоційних катастрофах.
Якщо немає інших приписів, приймати протягом декількох днів в розумних дозах (5-50 стор.). По можливості тримаючи ноги в теплі і / або кішку на колінах.
 
Адамс, Дуглас. Керівництво для подорожуючих автостопом по Галактиці. П'ять романів в одному томі. (Оригінальна назва: The Hitchhiker's Guide to the Galaxy. 1980.)
У великих дозах ефективно допомагає при патологічному оптимізмі, а також при відсутності гумору. Для любителів сауни, які страждають острахом рушників.
Побічні дії: хворобливе нестяжательство, можливо, хронічне носіння махрового халата.
 
Барбери, Мюріель. Елегантність їжачка. (Оригінальна назва: L'Élégance du hérisson. 2006.)
У великих дозах ефективно допомагає від «еслібидакабилізма». Рекомендується невизнаним геніям, любителям проблемних фільмів і шофероненавістнікам.
 
Гарі, Ромен. Обіцянка на світанку. Автобіографія. (Оригінальна назва: La Promesse de l'aube. 1960.)
Для кращого розуміння материнської любові, проти блаженних спогадів дитинства.
Побічні дії: втеча в світ фантазії, спрага любові.
 
Герлах, Гунтер. Скинути жінку з моста. (Оригінальна назва: Frauen von Brücken werfen. 2012.)
Для авторів, які переживають творчу кризу, і читачів, переоцінювати роль вбивств в кримінальних романах.
Побічні дії: втрата відчуття реальності, розтягнення мозку.
 
Гессе, Герман. Сходинки. Вірш. Вперше опубліковано в романі «Гра в бісер». (Оригінальна назва: Stufen. 1943.)
Проти печалі і для розвитку сміливості духу, здатності вірити в життя.
 
Кафка, Франц. Дослідження одного собаки. Розповідь. (Оригінальна назва: Forschungen eines Hundes. 1922; опубліковано посмертно в 1997 г.)
Проти дивного почуття, що тебе ніхто не розуміє.
Побічні дії: песимізм, туга по кішкам.
 
Кестнер, Еріх. Лірична домашня аптечка доктора Кестнера. Вірші. (Оригінальна назва: Doktor Erich Kästners Lyrische Hausapotheke. 1936.)
Для лікування різних захворювань і неприємностей на зразок всезнайства, позивів до шлюборозлучним процедурам, дрібних прикростей, осінньої хандри.
 
Ліндгрен, Астрід. Пеппі довга панчоха. (Оригінальна назва: Pippi Långstrump. 1945.)
Допомагає від набутих (не вроджена) песимізму і боязні чудес.
Побічні дії: втрата навичок усного та письмового рахунку, спів під душем.
 
Мартін, Джордж Р. Р. Гра престолів. (Оригінальна назва: Game of Thrones. 1996.)
Допомагає позбутися телевізійної залежності, від любовних мук, світової скорботи і нудних сновидінь.
Побічні дії: безсоння, бурхливі сновидіння.
 
Мелвілл, Герман. Мобі Дік. (Оригінальна назва: Moby-Dick. 1851.)
Для вегетаріанців.
Побічні дії: аквафобія.
 
Мілле, Катрін. Сексуальне життя Катрін М. (Оригінальна назва: La vie sexuelle de Catherine M. 2001.)
Допомагає при вирішенні важливого питання: чи не занадто швидко ти сказав / а «так».
Увага! Буває і гірше.
 
Музіль, Роберт. Людина без властивостей. (Оригінальна назва: Der Mann ohne Eigenschaften. 1930-1933.)
Книга для чоловіків, які забули, чого вони хотіли від життя.
Допомагає від безцільності життя.
Побічні дії: препарат уповільненої дії, через два роки життя повністю змінюється. Можливі втрата друзів, розвиток схильності до критики суспільства, повернення мрії.
 
Нін, Анаіс. Дельта Венери. (Оригінальна назва: Delta of Venus. 1940; опубліковано посмертно в 1977 р)
Після короткочасного прийому допомагає від апатії і втрати чуттєвості.
Побічні дії: підвищена збудливість.
Оруелл, Джордж. 1984. (Оригінальна назва: Nineteen Eighty-Four. 1949.)
Допомагає від легковір'я і флегматичності. Колишнє домашнє засіб від хворобливого оптимізму. Термін придатності закінчився.
 
Пірс, Філіпа. Том і опівнічний сад. (Оригінальна назва: Tom's Midnight Garden. 1958.)
Ефективно допомагає від нещасливого кохання. (P. S. При цьому захворюванні можна читати все, що не пов'язане з любов'ю, наприклад трилери, сплеттер, стімпанк.)
 
Пратчетт, Террі. Плаский світ. Цикл романів. (Оригінальна назва: The Discworld Novels. 1992.)
Допомагає від світової скорботи і небезпечною для життя наївності. Добре підходить для полону духу, в тому числі і для початківців.
 
Пулман, Філіп. Золотий компас. Трилогія. (Оригінальна назва: His Dark Materials. 1995-2000.)
Для тих, хто час від часу чує тихі голоси і думає, що у нього є рідна душа серед тварин.
 
Рінгельнац, Йоахім. Дитячі молитви. 1929.
Для агностиків, на той випадок, якщо і у них з'явиться бажання помолитися.
Побічні дії: ремінісценції про дитячі вечорах.
 
Сарамаго, Жозе. Сліпота. (Оригінальна назва: Ensaio sobre a cegueira. 1995.)
Від перевтоми і щоб зрозуміти, що насправді важливо.
Проти сліпоти для набуття сенсу життя.
 
Сервантес, Мігель де. Хитромудрий ідальго Дон Кіхот Ламанчський. (Оригінальна назва: El ingenioso hidalgo don Quixote De la Mancha. 1605-1615.)
Показання: конфлікт між реальністю і ідеалом.
Побічні дії: боязнь технократичних товариств, з машинним насильством яких ми, індивідууми, боремося, як з вітряними млинами.
 
Стокер, Брем. Дракула. Перший і найкращий роман про Дракулу в світовій літературі. (Оригінальна назва: Dracula. 1897.)
Рекомендується від нудних сновидінь і телефонного ступору ( «Коли ж він нарешті подзвонить?»).
 
Суррей-Гарсіа, Алем і Маруель, Франсуаз. Обряд розвіювання праху. Окситанська молитва померлих за живих. (Оригінальна назва: Ritual des Cendres, опублікований в 2002 р)
Допомагає при регулярних нападах скорботи за втраченими улюблених, а також рекомендується тим, хто не звик молитися, як позацерковного, позаконфесійною надмогильної молитви.
Побічні дії: сльози.
 
Твен, Марк. Пригоди Тома Сойєра. (Оригінальна назва: The Adventures of Tom Sawyer. 1876.)
Допомагає подолати властиві дорослим страхи і заново відкрити в собі дитину.
 
Тус, Джек. Вільна людина. (Оригінальна назва: De vrije man. 2003.)
Рекомендується любителям танго в перерві між двома мілонгами, а також чоловікам, які бояться любові.
Побічні дії: переосмислення відносин.
 
Фон Арнім, Елізабет. Зачарований квітень. (Оригінальна назва: The Enchanted April. 1922.)
Допомагає від нездатності приймати рішення, сприяє розвитку довіри до друзів.
Побічні дії: закоханість в Італію, туга по півдню, підвищене почуття справедливості.
 
Форстер, Едвард Морган. Машина зупиняється. (Оригінальна назва: The Machine Stops, 1909.)
Увага! Сильнодіючий засіб від інтернет-залежності і айфономанії. Допомагає також від фейсбукоголізма і залежно від «Матриці».
Спосіб застосування: членам Піратської партії і активним блогерам приймати в малих дозах!
 
Увага! Автори Санарі ( «Південні вогні»), П. Д. Олсон і Макс Жордан ( «Ніч») існують виключно в даному романі.